# El Diable

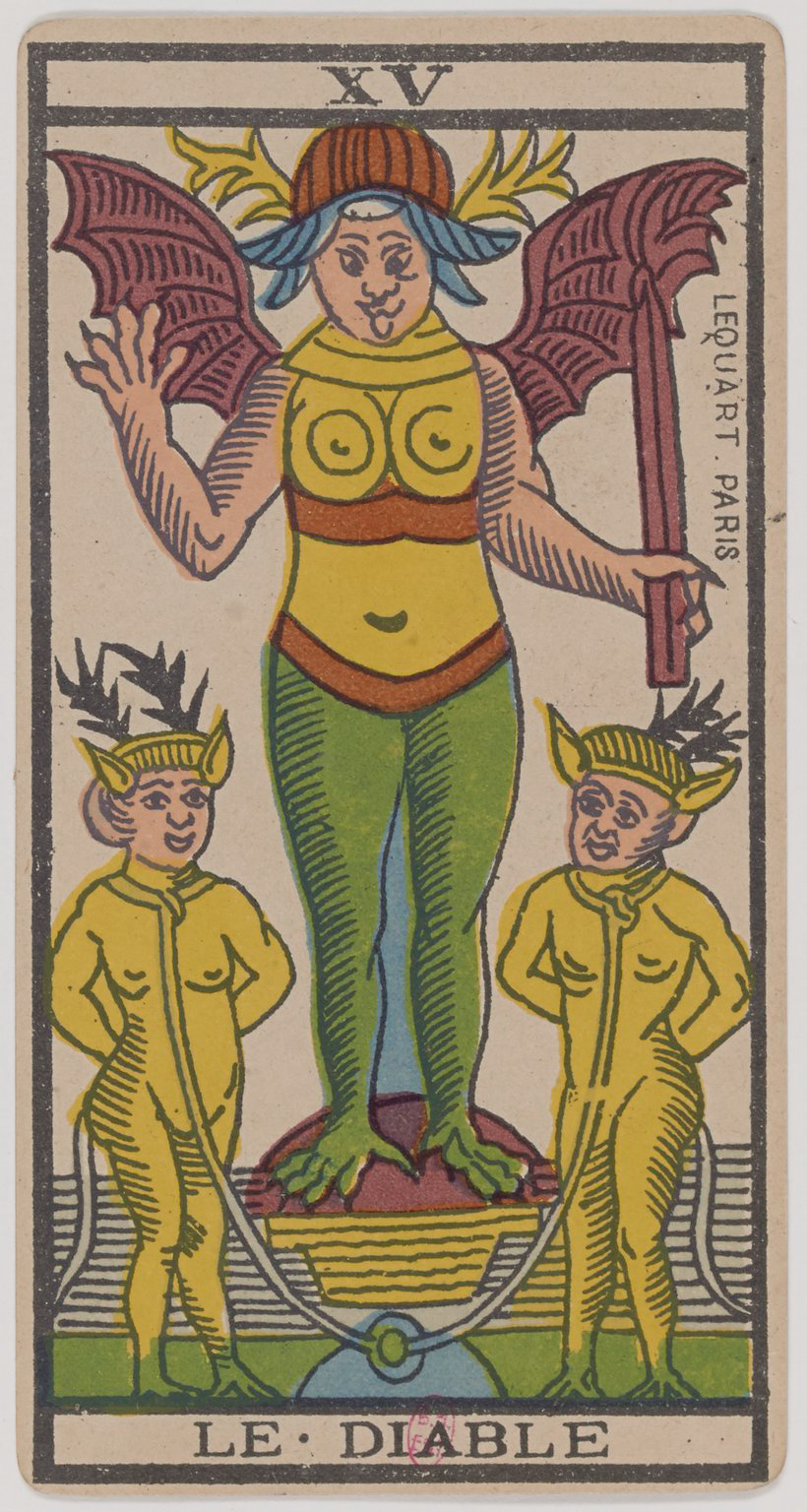
Le Diable, quinzè arcà major del Tarot de Marsella.

El Diable (XV) és el quinzè trumfo o Arcà major en les baralles de tarot i s'utilitza tant per als jocs populars de tarot com en la cartomància.

## Representació

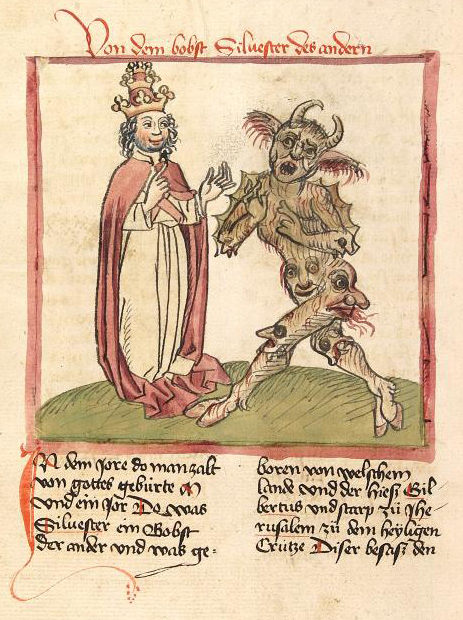
El Diable del Tarot és similar a altres descripcions europees de Satan. Aquí el diable apareix davant el papa Silvestre II en un manuscrit britànic.

En el Tarot de Marsella, és representat amb banyes, unes ales de ratpenat desplegades, mames, una cara al ventre, genitals masculins, ulls als genolls i peus de lleó. La mà dreta es troba oberta i aixecada, mentre que l'esquerra, davallada, sosté una torxa amb la que manifesta la seva intenció d'ascendir de nou. Té un somriure burleta, i les dues cares (la del cap i la de l'estómac) treuen la llengua. Dues criatures amb banyes, peülles i cues es troben lligades al seu pedestal i amaguen les mans rere l'esquena.
En el Tarot Rider-Waite, el Diable deriva en part de la famosa il·lustració d'Eliphas Lévi, "Bafomet", en el seu Dogme et Rituel de la Haute Magie (1855). En aquesta baralla mostra peus d'harpia, banyes de boc, ales de ratpenat, un pentacle invertit en el front, La mà dreta aixecada i l'esquerra davallada, sostenint una torxa. Es troba a la gatzoneta sobre un pedestal, al que es troben encadenats dos dimonis humanoides despullats (un mascle, l'altre femella) amb cua. El Bafomet de Lévi també té ales de ratpenat, banyes de cabra, la mà dreta aixecada, l'esquerra davallada, mames i una torxa al seu cap, combinant característiques humanes i animals. Moltes baralles modernes il·lustren el diable semblant a un sàtir. D'acord amb Waite, el Diable s'està aixecant de l'altar. En realitat el mig altar, o mig cub, mostra que només coneix la meitat de la història (la part sensorial). A causa d'això no pot prendre decisions formades amb totes les variables.
No es conserva cap carta del Diable al Tarot Visconti-Sforza, motiu pel qual les baralles actuals compten amb reconstruccions modernes d'aquest arcà

## Interpretació
La tradició popular sempre ha vist en el Diable a l'enemic, la nèmesi del bé, l'etern perill per a l'ànima. Per Oswald Wirth és l'enemic de l'Emperador, ja que ambdós lluiten pel poder del món terrenal i conjectura que "és ell qui oposa els mons al Món i els éssers entre si". Per altra banda, Jodorowsky afirma que, atès que en l'ordre numerològic, és la contrapartida de El Papa (ja que el Diable és el XV i el Papa el V). D'aquesta manera, mentre que el Papa indica un camí cap a les altures espirituals, el Diable apareix com un ésser temptador que mostra la via cap a les profunditats del ser. Es tracta d'una carta, doncs, lligada a la terra, al plànol físic, terrenal, defugint o negant l'àmbit espiritual
Couste l'associa a l'acció, però moguda per l'egoisme; a grans triomfs, però obtinguts per mètodes censurables; o bé a una mala base que donarà lloc a mals resultats. També als desitjos carnals, a la concupiscència i al desig sexual. Per la seva banda Jodorowsky, tot i que reconeix la seva falta de moral, li lleva part del matís negatiu, conduint el domini terrenal de l'arcà a l'èxit (o el fracàs) en àmbits mundans i poc espirituals com l'econòmic o la passió sexual.
| Precedit per: La Temprança (XIIII) | Arcans majors del Tarot | Succeït per: La Torre (XVI) |

El Diable (XV)
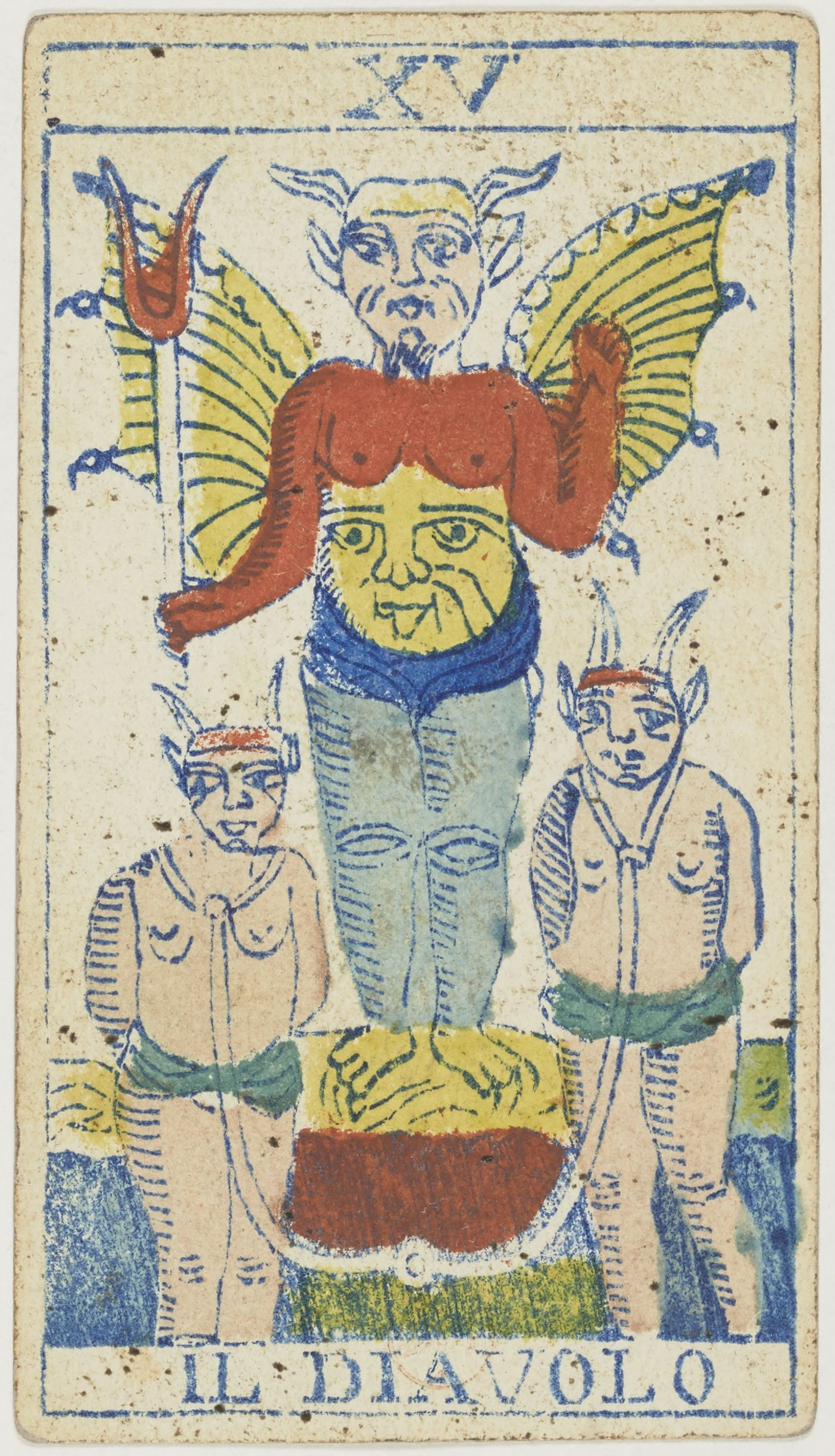
Tarot Piemontès, 1865
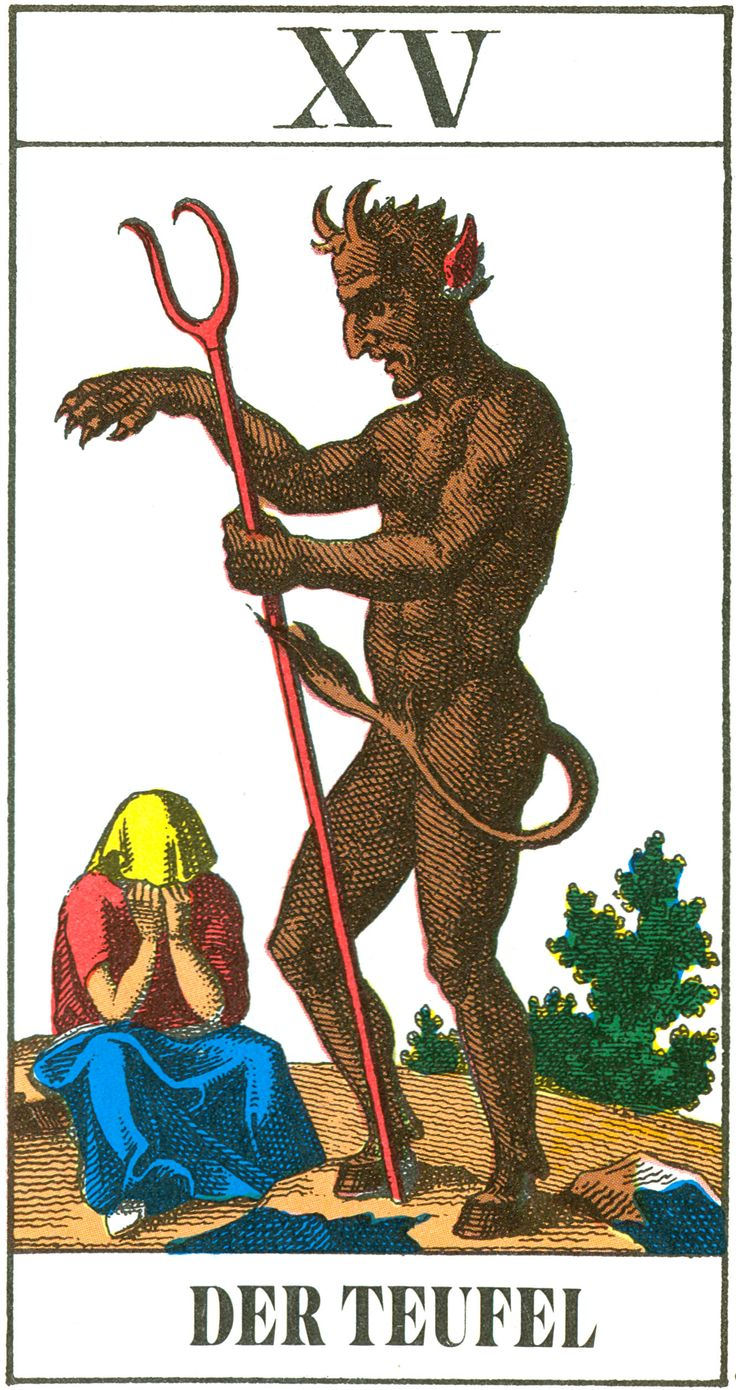
Tarot 1JJ, versió alemanya del segle XIX
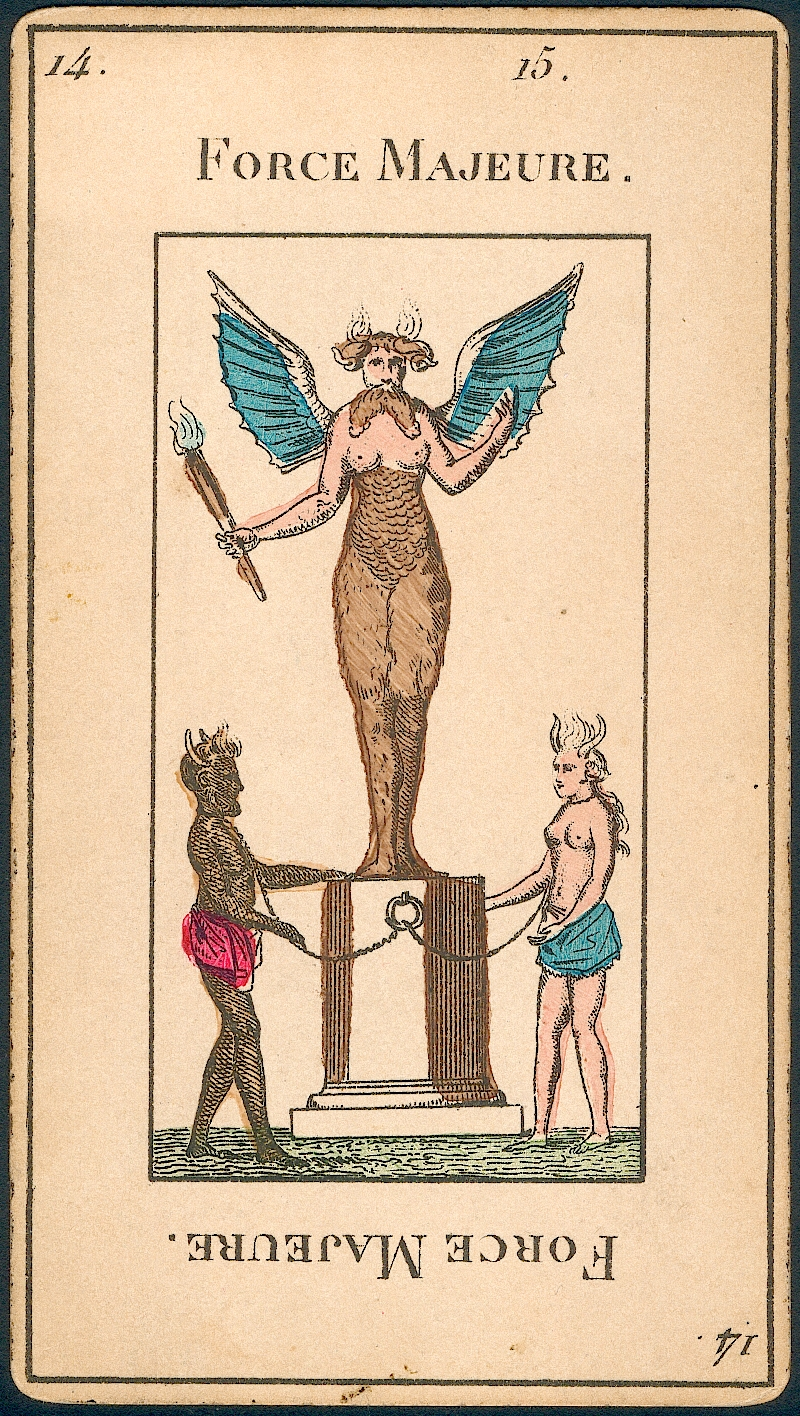
Tarot d'Etteilla, cap a 1890.
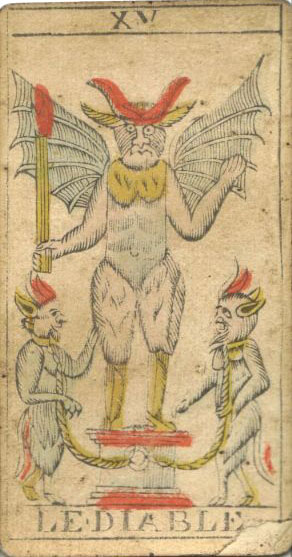
Tarot de Besançon, cap a 1820 –1830.
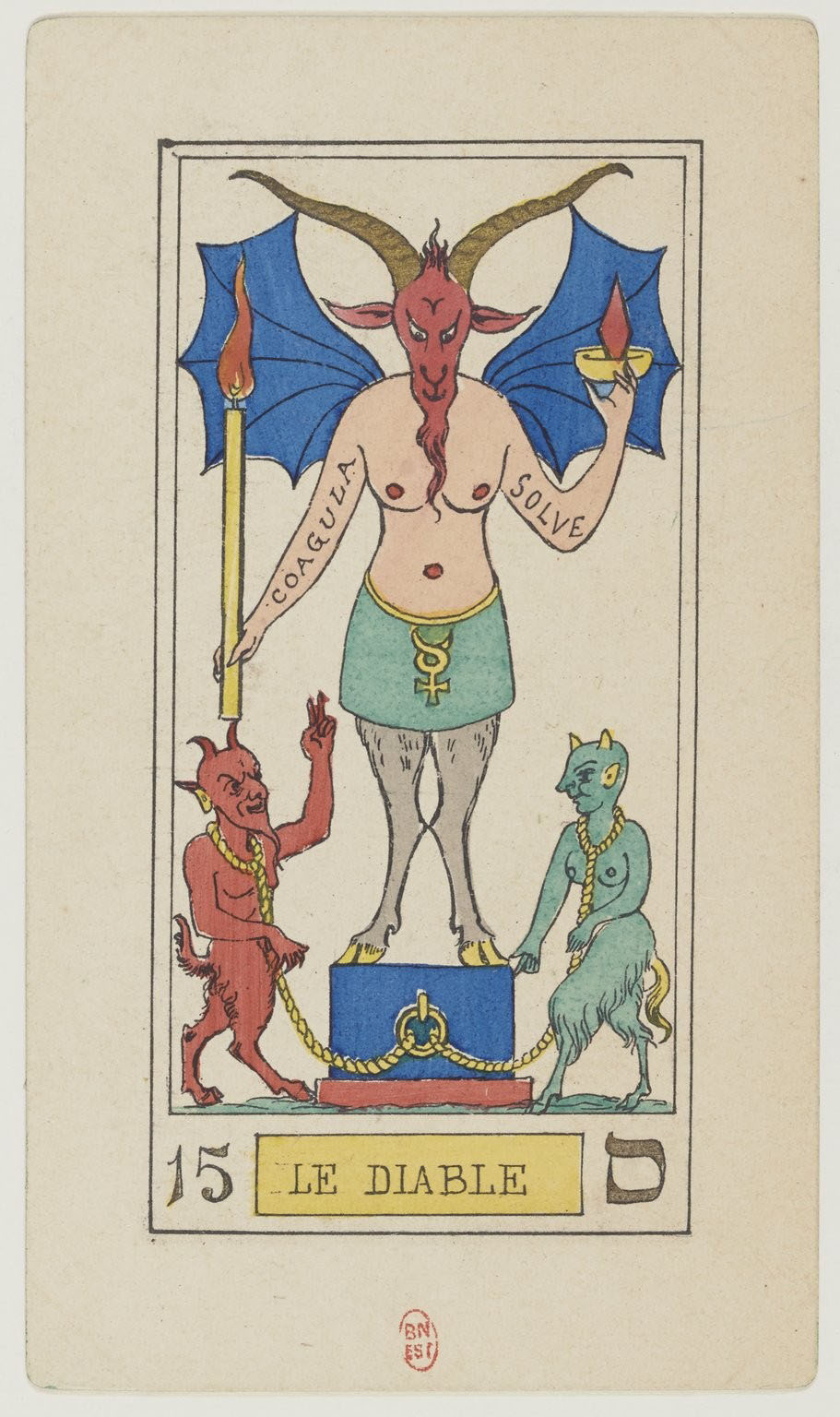
Tarot d'Oswald Wirth, 1889.
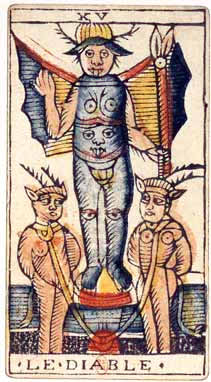
Tarot de Jean Dodal, entre 1701 i 1715.
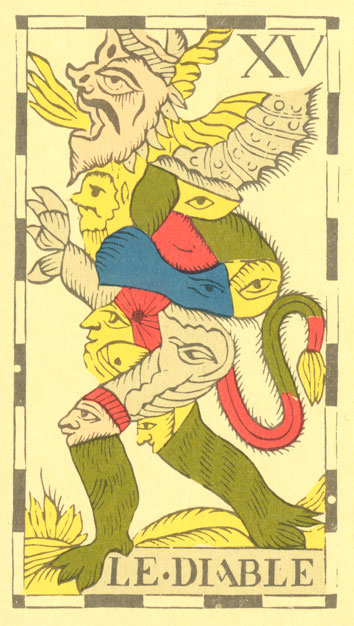
Tarot Flamand, 1780
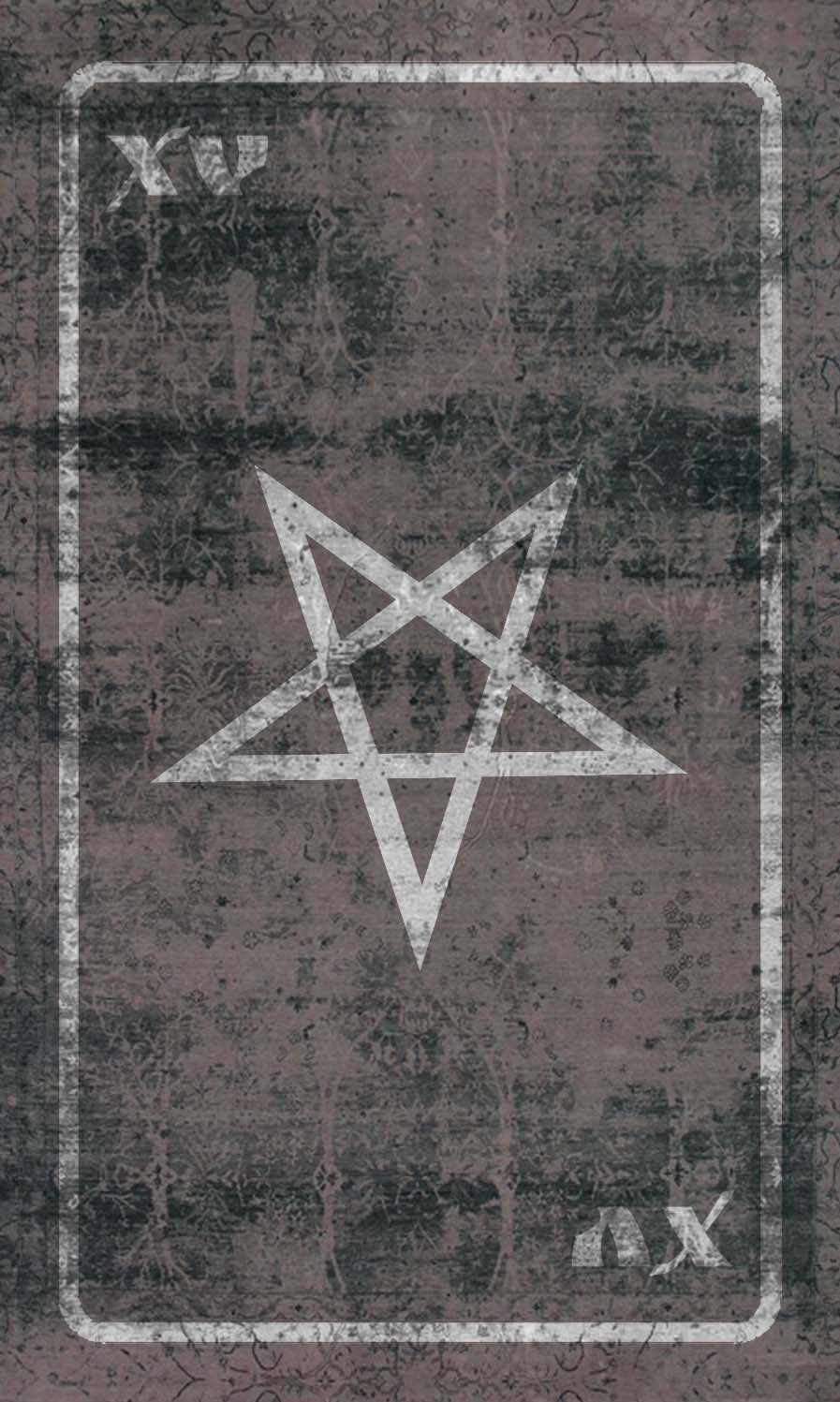
Tarot Satànic, 1996.
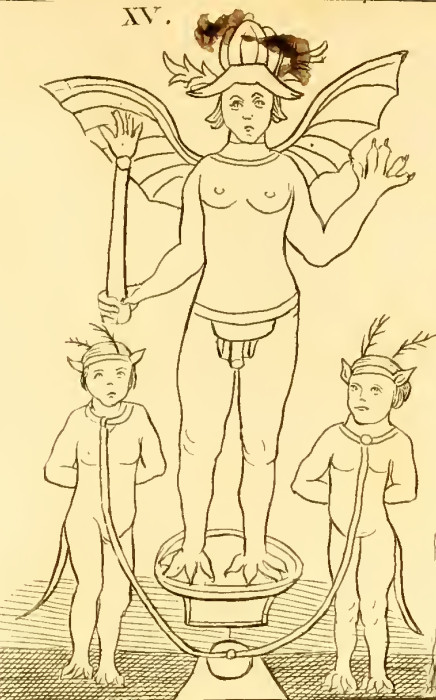
Disseny del trumfo del tarot d'Antoine Court de Gébelin per al seu assaig Du Jeu des Tarots, 1781.
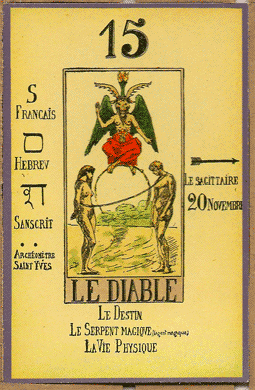
Disseny de l'arcà per al llibre de Papus Le Tarot Divinatoire. Le Livre des Mystères et les Mystères du Livre. Clef du tirage des cartes et des sorts. Avec la reconstitution complète des 78 lames du Tarot Égyptien et de la méthode d'interprétation. Les 22 arcanes majeurs et les 56 arcanes mineurs (1909).